# Казавчинський
Казавчинський — слов'янське українське прізвище, яке утворилося від топоніма Казавчин.
Жіноча форма — Казавчинська. Закінчення — -ий.

## Походження
Походить від топоніма Казавчин. Казавчин — українське село на Поділлі, розташоване на правому березі Південного Бугу. Швидше за все, родоначальник прізвища Казавчинський проживав в цьому населеному пункті. Відповідно, за основу дворянських прізвищ бралося назва тих місць, якими володіли шляхтичі.
Оскільки топонімічні прізвища містили вказівку не тільки на приналежність до конкретної сім'ї, а й на ставлення до певного географічного об'єкту, то спочатку вони представляли собою прикметники з різними форматами: прізвища на -ський / -цький і -анін / -янин належать в основному знаті і дворянству.

## Відомі носії прізвища
Казавчинський Яків Захарович — український науковець в області технічної термодинамики і теплофизики, доктор технічних наук.

## Цікаві факти
Савранський район Одеської області є найбільшим осередком прізвища Казавчинський. смт. Саврань знаходиться на відстані 25 км від села Казавчин.